# Aerobryum nipponicum
Aerobryum nipponicum là một loài Rêu trong họ Meteoriaceae. Loài này được (Nog.) Sakurai miêu tả khoa học đầu tiên năm 1954.